# Provincia di Séno
La provincia di Séno è una delle 45 province del Burkina Faso, situata nella Regione del Sahel. Il capoluogo è Dori.

## Struttura della provincia
La provincia di Séno comprende 6 dipartimenti, di cui 1 città e 5 comuni:

### Città
- Dori

### Comuni
- Bani
- Falagountou
- Gorgadji
- Sampelga
- Seytenga